# James Smith (luchador)
James Smith (Monroe, Nueva York; 16 de enero de 1988) es un luchador profesional estadounidense que trabajó para la  promoción de lucha libre WWE en el territorio de desarrollo NXT bajo el nombre artístico Bull Dempsey.

## Carrera

### Inicios (2005–2013)
Smith hizo su debut el 28 de octubre de 2005, en un evento de la East Coast Professional Wrestling como Donnie "The Body" Johnson, donde perdió ante Ace Wylde. en los siguientes cinco meses, Smith luchó en la National Wrestling Alliance como Baby Hughie. En 2010, Smith cambió su nombre artístico a Smith James. El 11 de julio de 2011, James derrotó a Memphis Mofo en un dark match de la TNA.
En 2012, James se unió al The New Age Wrecking Crew con Bill Carr, Stockade y Vince Steele. El 10 de marzo de 2012, Steele y James ingresaron en un torneo para coronar a los nuevos ACE Tag team Champions, pero fueron derrotados en la final por The Movement. El 9 de marzo de 2013, James y Vince Steele ganaron el American Championship Entertainment (ACE) Tag Team Championship. Perdieron los títulos el 11 de mayo de 2013. El 23 de  febrero de 2013, James y Bill Carr ganaron el NYWC Tag Team Championship. Sin embargo, perdieron los títulos ante Mikey Whipwreck y Stockade el 23 de  junio de 2013, su última lucha en la compañía.

### WWE (2013 - 2016)
En junio de 2013, James firmó contrato con la WWE y fue asignado al WWE Performance Center. El 28 de agosto de 2013, su nombre fue cambiado a Bull Dempsey. Dempsey hizo su debut en NXT el 12 de septiembre de 2013, donde fue derrotado por Aiden English. Desde entonces en lo quedaba del 2013, realizó apariciones esporádicas hasta su desaparición temporal. Entre la primavera y el verano, Bull retornó a NXT como tweener derrotando a varios luchadores locales y jobbers. En agosto, Dempsey y Mojo Rawley formaron un equipo en parejas y participaron en un torneo por el Campeonato en Parejas de NXT, donde fueron derrotados por The Vaudevillians (Aiden English & Simon Gotch) en la primera ronda,  lo que lo llevó a Dempsey a atacar a Rawley al final de la lucha cambiando a heel. El 11 de septiembre en NXT TakeOver: Fatal 4-Way, Dempsey derrotó a Rawley con su nuevo movimiento final, el diving headbutt. El 25 de septiembre en NXT, Dempsey salió victorioso en la revancha. Luego de aquello, se embarcó en un feudo con Baron Corbin, otro luchador dominante que derrotó a muchos jobbers. Ambos compitieron para ver quien derrotaba más rápido a los luchadores locales. Eventualmente se pactó una lucha para ambos el 14 de enero de 2015, donde el récord de vitorias de Dempsey se acabó con Corbin.

### Circuito independiente (2016 – presente)
James comenzó a luchar en el circuito independiente después de su lanzamiento de NXT, usando el nombre Bull James, una combinación de su nombre NXT y su nombre de nacimiento. James anunció que iba a debutar en Combat Zone Wrestling , indicando que venía después de que Sami Callihan , también conocido como Solomon Crowe, se enfrentara a él el 1 de marzo. [20] El 25 de febrero de 2017, James ganó el Campeonato de Peso Pesado de NYWC en Psico Circo XV. El 24 de febrero de 2018, James perdió el título de Alex Reynolds en Psycho Circus XVI solo para recuperarlo el 31 de marzo de 2018 en Aftermath. James perdió el título ante King Mega el 30 de junio de 2018 en Going The Distance. El 11 de marzo de 2017, James ganó la derrota por el título de peso crucero de SWF en SWF Legacies Never Die.

### Ring of Honor (2016)
El 18 de septiembre de 2016, James hizo un debut sorpresa en el Anillo de Honor 's honor Rumble , por lo que es a la final a cuatro. [21] El 21 de octubre de 2016, James se enfrentó al campeón mundial de ROH Adam Cole , en un esfuerzo por perder. [22] Al día siguiente, James se unió a Mr. Wrestling III perdiendo contra BJ Whitmer y Punisher Martinez . [23] James fue derrotado por Silas Young .

## En lucha
- Movimientos finales
  - Diving headbutt[5]

- Apodos
  - "Big Game"[4]
  - "The Last of a Dying Breed"[4]

## Campeonatos y logros
- GTS Wrestling
  - Youtube Wrestling Figures Heavyweight Championship (1 vez)
- American Championship Entertainment
  - ACE Tag Team Championship (1 vez) - con Vince Steele
- New York Wrestling Connection
  - NYWC Tag Team Championship (1 vez) - con Bill Carr[6]
- Pro Wrestling Illustrated
  - PWI lo situó en el #187 de los mejores 500 luchadores en el PWI 500 de 2014[7]